# Кохат
Кохат (урд. کوہاٹ) је град у Пакистану у покрајини Хајбер-Пахтунва. Према процени из 2006. у граду је живело 155.159 становника.

## Становништво
Према процени, у граду је 2006. живело 155.159 становника.
| 1981.  | 1998.   | 2006.   |
| ------ | ------- | ------- |
| 77.604 | 125.271 | 155.159 |